# San Mamés de Campos
San Mamés de Campos ist ein nordspanisches Dorf und Hauptort einer Gemeinde (municipio) mit 49 Einwohnern (Stand: 2024) in der Provinz Palencia in der Autonomen Gemeinschaft Kastilien-León. 

## Lage und Klima
San Mamés de Campos liegt in der Region Tierra de Campos auf der kastilischen Hochebene in einer Höhe von ca. 820 m. Die Provinzhauptstadt Palencia befindet sich mit ihrem Stadtzentrum etwa 38 Kilometer (Fahrtstrecke) südsüdöstlich. Durch die Gemeinde führt die Autovía A-231. 
Das Klima im Winter ist durchaus kalt, im Sommer dagegen warm bis heiß; die eher spärlichen Regenfälle (ca. 528 mm/Jahr) fallen überwiegend im Winterhalbjahr.

## Bevölkerungsentwicklung
| Jahr      | 1970 | 1981 | 1991 | 2001 | 2011 | 2021 |
| Einwohner | 250  | 185  | 138  | 91   | 65   | 49   |

## Sehenswürdigkeiten

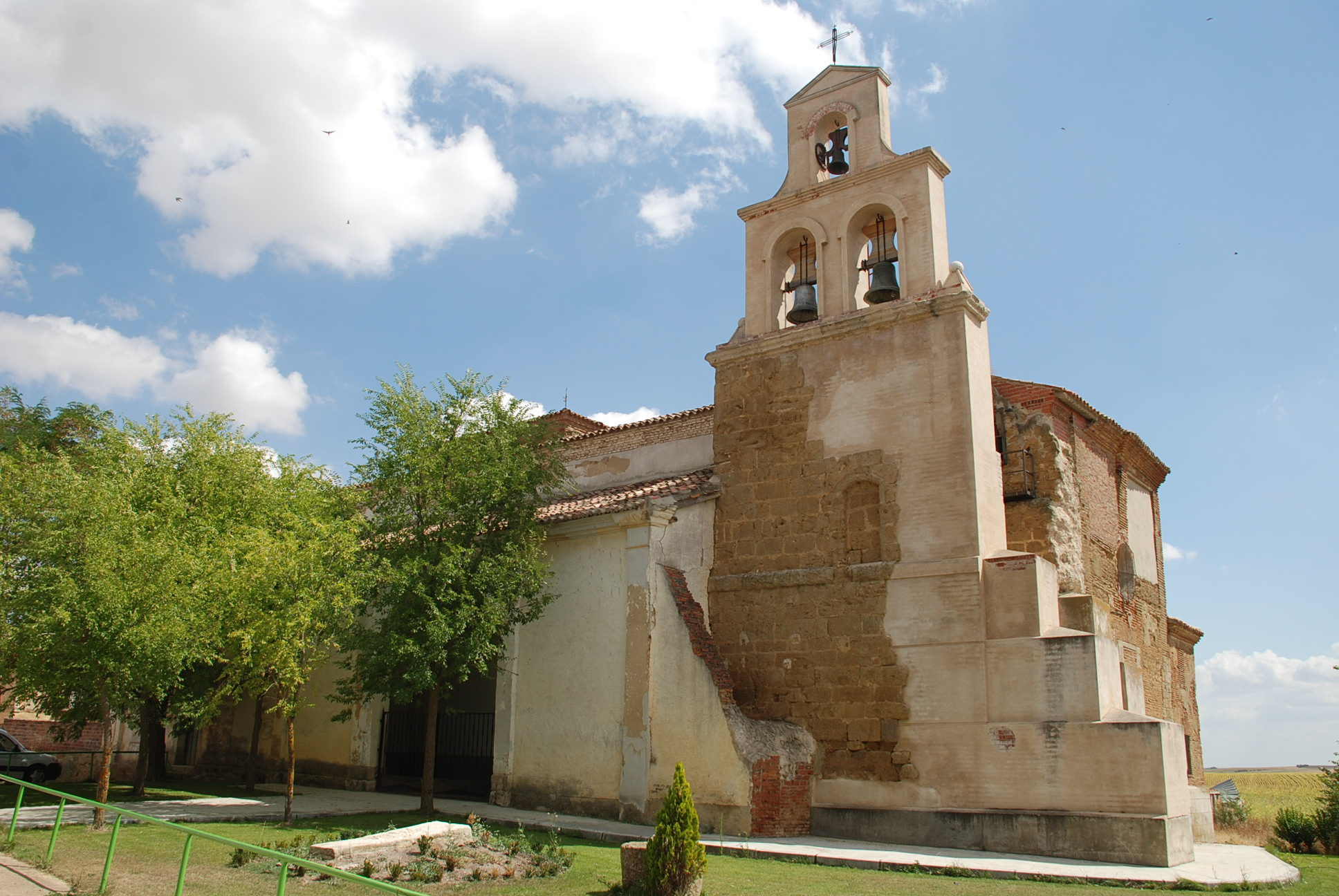
Mameskirche
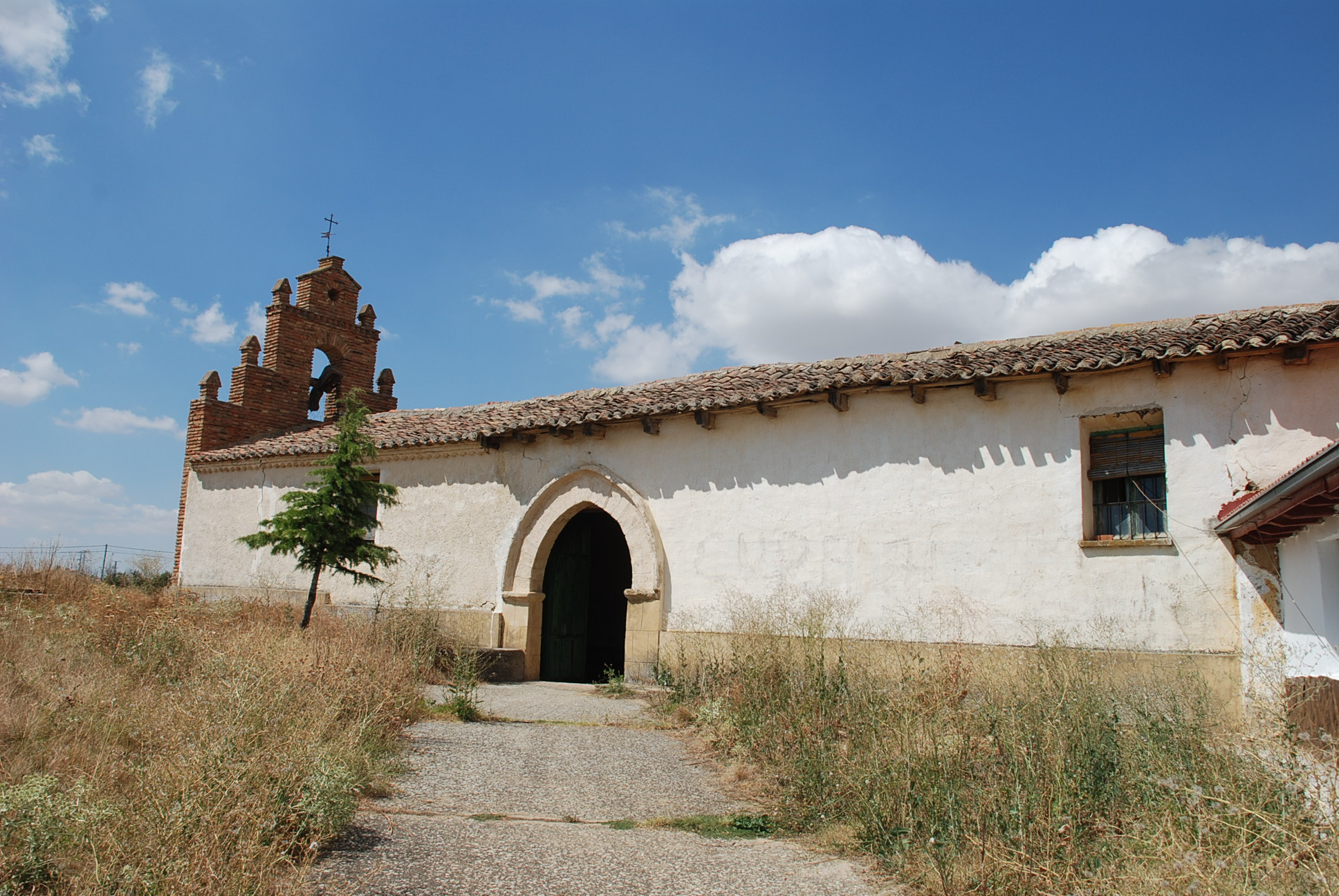
Johanniskapelle

- Mameskirche
- Johanniskapelle